# 朝日自動車菖蒲営業所

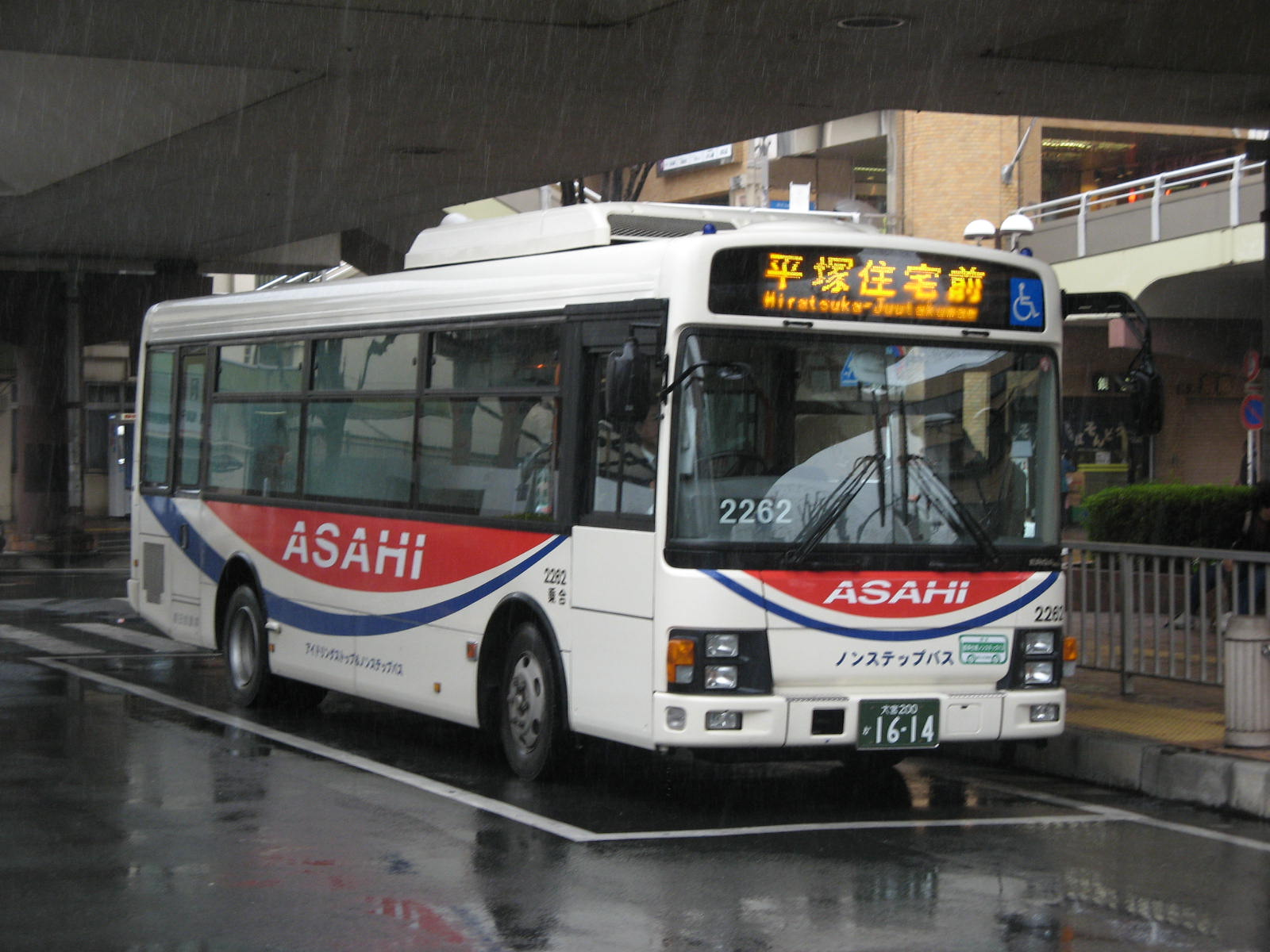
菖蒲営業所所属車両

朝日自動車菖蒲営業所（あさひじどうしゃしょうぶえいぎょうしょ）は、朝日自動車株式会社の営業所の1つで、東武バス上尾営業所菖蒲出張所を移管して開設された営業所である。

## 概要
2002年4月1日開設の比較的新しい営業所である。朝日自動車としては最後に開設したバス営業所である。元々は東武バス上尾営業所菖蒲出張所であった。運行エリアは旧菖蒲出張所のエリアに加え、東武バス上尾営業所が運行していた上尾駅東口発着路線（大宮駅東口・夏季臨時のさいたま水上公園行きを除く）も担当している。

## 所在地
- 埼玉県久喜市菖蒲町菖蒲1280-1
- 最寄りバス停は桶川駅東口・蓮田駅西口発着の「菖蒲車庫」。

### その他の施設等
- この他、菖蒲仲橋、丸谷（いずれも久喜市）、下大崎（白岡市）、八幡神社前、パルシー・ハストピア、江ヶ崎馬場、蓮田松韻高校（いずれも蓮田市）、火の見下（上尾市）、埼玉県立精神医療センター（伊奈町）、加納公民館（桶川市）にバス待機場が存在する。

## 沿革

### 東武バス菖蒲出張所
- 1995年5月：富士重工線運行開始。
- 1998年3月：富士重工線を川越観光バスに移管。
- 2000年4月：加須営業所が朝日自動車へ移管・閉所。加須営業所菖蒲出張所から上尾営業所菖蒲出張所に組織変更。
- 2002年3月：上尾営業所菖蒲出張所閉所。

### 朝日自動車菖蒲営業所
- 2002年4月：朝日自動車菖蒲営業所発足。
- 2003年4月：上尾駅東口 - 平塚線を「平塚循環」に変更。
- 2003年4月：「岩槻駅 - 太田新井 - 国民年金春日部エミナース」線と「岩槻駅 - 岡泉 - 白岡駅」線を廃止。
- 2006年9月：蓮田駅発着路線の変更。「蓮田駅西口 - 井沼・根金 - 蓮田駅東口」線と「蓮田駅西口 - 伊奈学園」線の新設。
- 2008年4月：上尾駅東口 - 上尾車庫間を廃止。東武バスも同時廃止。
- 2008年11月15日：PASMO利用開始。
- 2009年2月：「岩槻循環」線の新設。それに伴う「国立東埼玉病院」線および「菖蒲仲橋 - 白岡駅」線の改正。
- 2010年7月1日：「（急行）久喜駅西口 - モラージュ菖蒲中央口」線を新設。
- 2010年11月25日：「岩槻循環」線廃止。
- 2011年4月1日：「久喜駅西口 - 菖蒲仲橋」線に久喜総合病院経由を新設。
- 2011年12月19日：「（急行）桶川駅東口 - モラージュ菖蒲滝のコート南入口」線を新設。
- 2014年1月6日：埼玉県立がんセンターの新病棟完成に伴う路線変更を実施[1]。
- 2017年（平成29年）4月1日：「岩槻駅 - 国立東埼玉病院」線を岩槻駅東口発着から西口発着へ変更[2][3]。
- 2021年（令和3年）3月13日：HS25・HS26系統（蓮田駅 - 国立東埼玉病院 - 岩槻駅西口）新設。久04・IW12系統廃止。系統番号変更（久01 - 03→KU01 - KU03、白01 -SR01）[4]。
- 2021年（令和3年）4月1日：丸建つばさ交通から、上尾市内循環バス「ぐるっとくん」の原市平塚循環の運行を引き継ぐ。
- 2023年（令和5年）2月1日：OK02系統（桶川駅東口 - 細谷 - モラージュ菖蒲滝のコート南入口）新設。前日をもって「（急行）桶川駅東口 - モラージュ菖蒲滝のコート南入口」線および「桶川駅東口 - 菖蒲総合支所前 - 菖蒲車庫」線を廃止[5]。
- 2025年（令和7年）3月26日：埼玉県立蓮田松韻高等学校へのアクセス路線としてHS27・HS28・IW12の各系統を新設。[6]。

## 車両
- 久喜線・桶川線・江ヶ崎（東埼玉病院）線・平塚線にはノンステップ車輌が定期運用されている。
- 朝日自動車では中型車両のみの導入（東武バスからの移籍車や特定を除く）であったが、2015年には阪東バスからブルーリボンシティー（元255号車）が導入された。車番は5000番台が付与され、同車は5001号車となる[注 1]。
- 2016年春には大型車・新型エルガ (QKG-LV290N1) 5002号車、5003号車が導入された。その後5004 - 5005号車、5011 - 5014号車、5020 - 5022号車と導入が進んでいる。
- 近年では特定輸送やコミュニティバスの運行受託で小型車の配置も開始されている。
- 配置車輌のナンバープレートは大宮ナンバーおよび春日部ナンバー[注 2]である。

## 引退車輌
- 東武バスからの移管時は、元東武バスの車両で占められていた。
- 当営業所発足の際に、比較的高年式の大型車は三郷営業所・西柏営業所・沼南営業所などに転属し、その代わりに各所から経年車が集められた。
- 上尾駅東口発着路線移管分として、東武バス上尾営業所などから日野自動車製の大型車（2146 - 2152号車）と中型車（2153 - 2158号車）が菖蒲営業所に転属した。
- NOx法対策として導入された元東武バスの車輌は、2187号車を除いて子会社に転属している（その後、境営業所に転属後除籍）。
- 自社発注車輌で太田営業所から転属した2022号車・2023号車は、ノンステップ車輌導入の際に代替された（東武ダイヤルバスへ転属）。
- 朝日自動車で唯一、三菱ふそう車輌 (2203 - 2205・2219 - 2222・2230) が配置されていた。

## 輸送人数
- 6,028人（2005年度、1日平均、久喜営業所と合算）[7]
- 10,500人（2020年度、1日平均、菖蒲営業所単独）[8]

## 現有路線

### 上尾駅東口発着路線
- AG71 上尾駅東口 - 原の前 - がんセンター
- AG72 上尾駅東口 - 原の前 - がんセンター - 小室志久 - 伊奈役場
- AG73 上尾駅東口 - 原の前 - 小室志久 - 伊奈役場

上尾駅東口から伊奈町役場を結ぶ路線である。全便がんセンターの北西側（がんセンター北口停留所）を経由し、AG73はそのまま伊奈役場方面を結び、AG72はがんセンターの敷地内（がんセンター停留所）を折り返してから伊奈役場方面を結び、AG71はがんセンターの敷地内を起終点とし、伊奈役場方面へは向かわない。
- AG81 【平塚循環】上尾駅東口→向原入口→火の見下→平塚→平塚住宅前→向原入口→上尾駅東口
- AG82 上尾駅東口→向原入口→火の見下→平塚→平塚住宅前
- AG83 上尾駅東口←向原入口←平塚住宅前←平塚←火の見下

上尾駅東口から上尾市平塚・上尾村地区を結ぶ路線である。1時間あたり3本程度の運行。
- AG91 上尾駅東口 - 六道 - 羽貫駅前 - 伊奈学園
- AG92 上尾駅東口 - 六道 - 羽貫駅前
- AG93 上尾駅東口 - 六道 - 羽貫駅前 - 伊奈学園 - 県民活動総合センター

上尾駅東口からニューシャトルの羽貫駅を経由して伊奈学園まで結ぶ路線である。伊奈学園発着は主に通学時間帯のみの運行。学園祭などの際には臨時直通便が運行されることもある。
- HO21 上尾駅東口 - 原の前 - 県営砂団地 - 東大宮駅
- HO22 上尾駅東口 - 原の前 - 尾山台団地 - 東大宮駅

上尾市から委託され「上尾市運行バス」として、上尾駅東口から東大宮駅を結ぶ路線。尾山台団地経由と県営砂団地経由の2系統が存在。各8便合計16便が運行される。

### 桶川駅東口発着路線
- OK01 桶川駅東口 - 細谷 - 菖蒲仲橋 - 菖蒲車庫
- OK02 桶川駅東口 - 細谷 - 菖蒲仲橋 - モラージュ菖蒲滝のコート南入口
- OK03 桶川駅東口 - みの木 - 西窪台 - 加納公民館 - 菖蒲仲橋 - 菖蒲車庫

桶川駅と旧菖蒲町の中心部とを埼玉県道12号川越栗橋線経由で結ぶ路線で、本数は1時間に2 - 4本と比較的多い。
OK03は加納循環線の出入庫便という位置づけが強く、本数はほとんどない（加納循環は現在片循環だが、OK03は経路が循環せず共通となっており、車庫行きは加納循環の経路を逆に辿る形となっている）。
OK02は2023年1月31日まで運行の急行バスに代わって設定された。またかつて平日に途中の久喜市菖蒲総合支所（旧：菖蒲町役場）を経由する便があった。
- OK11 桶川駅東口→坂田弁天公園→加納公民館→西窪台→みの木→桶川駅東口（加納循環）
- OK12 坂田弁天公園→加納公民館→西窪台→みの木→桶川駅東口
- OK13 桶川駅東口→坂田弁天公園→加納公民館→西窪台→みの木
- (臨時)桶川駅西口 - みの木 - 西窪台 - 加納公民館 ※ OK11-13における桶川祇園まつり開催日の全便

桶川駅の北東、加納地区（旧加納村）周辺を回り、桶川駅へ戻る循環路線である。一部、みの木止まりおよび坂田弁天公園始発がある（日中の当該便は、みの木止まりから公園始発に変わる間、加納公民館停留所に隣接した桶川市消防団第七分団の敷地内で回送休憩している）。2021年1月4日より、加納循環線 (OK11) みの木先回り便を廃止、終日坂田先回りとなった。
桶川祇園まつり開催日は終日、桶川駅発着の全路線が、駅の発着地を西口に変更することに伴って駅付近の一部経路を変更し、特に加納循環線は循環運転を中止し、桶川駅西口 - 西窪台 - みの木 - 加納公民館を往復運行（OK03の区間運行のような形態。坂田弁天公園停留所と同じ通りにある全停留所は終日休止）する臨時路線となる。

### 久喜駅西口発着路線
- KU01 久喜駅西口 - 新久喜総合病院前 - 川妻 - モラージュ菖蒲前 - 菖蒲仲橋
- KU02 久喜駅西口 - 新久喜総合病院（玄関） - 川妻 - モラージュ菖蒲前 - 菖蒲仲橋
- KU03 久喜駅西口 - （旧道）久喜上町 - 川妻 - モラージュ菖蒲前 -  菖蒲仲橋

菖蒲営業所の主要路線の一つで、旧菖蒲町の中心部である菖蒲仲橋と久喜駅を埼玉県道12号川越栗橋線、埼玉県道146号六万部久喜停車場線経由で結ぶ路線である。住宅地内を通ること、久喜駅がJR宇都宮線・東武伊勢崎線の発着駅であることから、平日は15分間隔、土休日は20分間隔とかなりの頻度で運行されている。
2011年4月1日から、久喜総合病院の開院に伴い、病院経由の系統が開通した。平日昼間は病院の玄関を経由 (KU02) し、平日の早朝、夜間と土休日は玄関に入らず病院の前の県道を経由 (KU01) する。土休日の久喜駅行きには病院前から旧道の久喜上町へ向かう便（久04）があったが廃止された。旧道経由 (KU03) は菖蒲仲橋行きが平日の17時台以降と土休日の14時台以降に、久喜駅行きが平日に、それぞれ設定されている。系統記号は「久西」→「久」（2016年3月26日ダイヤ改正）→「KU」（2021年3月13日ダイヤ改正）と変わっている。
- （急行）久喜駅西口 - 高木病院 - モラージュ菖蒲中央口（前乗り、運賃先払い）

2010年7月1日に開通。モラージュ菖蒲の買い物客向けに、中央玄関へ直結する路線である。久喜駅西口 - 高木病院間を往路は乗車のみ、復路は降車のみを扱う。運賃は現金・ICとも片道290円の特定運賃。運行開始から2023年1月31日まではICカードに対応せず、現金のみの扱いであった。
2009年7月19日から島田観光バス（菖蒲町）の20人乗りマイクロバスにより久喜駅西口 - モラージュ菖蒲中央口間で無料シャトルバスの運行を開始。午前中の便を中心に久喜駅西口で積み残しが多発したため、2010年5月10日から同年6月30日まで朝日バス（50人乗り中型車）の運行に切り替わった。同年7月1日から有料化し現在に至る。またこの他に、モラージュ菖蒲開店時から2009年年始の多客期に、久喜駅西口⇔モラージュ菖蒲前間に臨時直行バス（通常運賃）が運行される場合があった。
- （直行）久喜駅西口←モラージュ菖蒲（直行 土日祝日最終便のみ運行）

モラージュ菖蒲にある他の停留所と異なり搬入口側にある停留所から出発する、従業員向けの久喜駅行き直行バス。

### 蓮田駅発着路線
- HS21 蓮田駅東口 - 橋場 - 国立東埼玉病院
- HS22 蓮田駅東口 - 橋場 - 国立東埼玉病院 - 江ヶ崎馬場（みずほ団地）
- HS23 蓮田駅東口 - 宿下 - 国立東埼玉病院
- HS24 蓮田駅東口 - 宿下 - 国立東埼玉病院 - 江ヶ崎馬場（みずほ団地）
- HS25 蓮田駅東口 - 橋場 - 国立東埼玉病院 - 江ヶ崎馬場（みずほ団地） - 観音入口 - 城北小学校入口 - 岩槻駅西口
- HS26 蓮田駅東口 - 宿下 - 国立東埼玉病院 - 江ヶ崎馬場（みずほ団地） - 観音入口 - 城北小学校入口 - 岩槻駅西口
- HS27 蓮田駅東口 - 橋場 - 国立東埼玉病院 - 蓮田松韻高校
- HS28 蓮田駅東口 - 宿下 - 国立東埼玉病院 - 蓮田松韻高校

蓮田駅から蓮田市東部の国立病院機構東埼玉病院、江ヶ崎地区を結ぶ路線である。途中、藤の木団地を通る宿下経由の方が本数が1時間に2 - 3本と多く、橋場経由は1時間に1本程度である。東武からの移管当初は国立東埼玉病院止まりであったが、2005年3月15日より江ヶ崎馬場（みずほ団地）まで延伸された。
2021年3月13日より、蓮田駅から国立東埼玉病院経由で岩槻駅までの路線が新設された（国立東埼玉病院停留所は路線経路的に行き止まりの飛び出し区間であるために一度折り返す形となり、病院入口停留所を2度経由する）。
2025年3月26日より、東埼玉病院から延伸し、蓮田松韻高校を発着する系統が新設された（高校で折り返して蓮田駅と岩槻駅を1本で直結する系統は無い）。
- HS31 蓮田駅東口 - 宿下 - 西新宿 - 上閏戸 - 根金 - 下大崎 - 菖蒲仲橋
- HS32 蓮田駅東口 - 宿下 - 西新宿 - 上閏戸 - 根金 - 下大崎
- HS33 蓮田駅東口 - 宿下 - 西新宿 - 上閏戸 - 根金
- HS34 蓮田駅東口 - 宿下 - 西新宿 - パルシー・ハストピア（蓮田市総合市民体育館・蓮田市総合文化会館）
- HS35 蓮田駅東口 - 宿下 - 西新宿
- HS05 蓮田駅東口 - 宿下 - 西新宿 - 上閏戸 - 根金 - 井沼 - 上閏戸 - 蓮田駅西口

蓮田駅から蓮田市中心部を抜けて市北部の根金地区、白岡工業団地方面を結ぶ路線。途中の「中閏戸」までは平日1時間4本、土休日1時間3本前後と高頻度で運行されている。
- HS01 蓮田駅西口 - 上閏戸 - 井沼 - 八幡神社前 - 柴山 - 丸谷 - 菖蒲行政センター - 菖蒲仲橋 - 菖蒲車庫
- HS02 蓮田駅西口 - 上閏戸 - 井沼 - 八幡神社前 - 柴山 - 丸谷
- HS03 蓮田駅西口 - 上閏戸 - 井沼 - 八幡神社前
- HS04 蓮田駅西口 - 上閏戸 - 井沼 - 伊奈学園

蓮田駅西口から旧国道122号、埼玉県道77号行田蓮田線、埼玉県道5号さいたま菖蒲線を通り、蓮田市北西部の上平野地区・菖蒲町柴山地区方面とを結ぶ路線である。途中の八幡神社前までは1時間に2 - 3本程度、丸谷までは1時間に1本運転されている。菖蒲車庫行きは完全な出入庫便で、朝昼夜とそれぞれ2 - 3本運転される程度である。また、再開発前の蓮田駅西口前は道路が狭かったことから、中学校入口 - 蓮田駅西口間は、蓮田駅西口着と蓮田駅西口発でルートが異なっている。2025年2月より「菖蒲総合支所前」停留所が「菖蒲行政センター」に改称された。

### 岩槻駅発着路線
- IW11 岩槻駅西口 - 城北小学校入口 - 観音入口 - 江ヶ崎馬場 - 国立東埼玉病院
- IW12 岩槻駅西口 - 城北小学校入口 - 観音入口 - 江ヶ崎馬場 - 国立東埼玉病院 - 蓮田松韻高校

岩槻駅西口を基点に、埼玉県道65号さいたま幸手線、埼玉県道154号蓮田杉戸線を通り、国立東埼玉病院方面へ向かう路線である。岩槻駅西口から国立東埼玉病院経由で蓮田駅東口までの路線（HS25・HS26系統、2021年3月13日付で新設）もある。HS25・HS26系統を含めて、岩槻駅西口 - 国立東埼玉病院間は1時間1本程度である。
東武バス菖蒲出張所からの移管路線には岡泉経由白岡駅、国民年金春日部エミナース発着もあったが、2003年4月に廃止となった。当時は岩槻駅 - 蓮田新道間は本系統を含めて1時間2本程度運行されていた。
2009年2月1日からは南辻 ｰ 表慈恩寺間に城北小学校入口を経由するルートが新設され、枝番である「岩槻循環」を運行開始。既存の赤坂・南上野は岩槻循環のみ経由し、本系統はすべて城北小学校入口経由とされた。城北小学校入口周辺では本系統を含めて1時間2本となったが、岩槻循環は2010年11月25日付で廃止された。以降本系統は1時間1本程度の運行となり、また土休日の岩槻駅行き終車のみ赤坂・南上野経由となった。
岩槻駅の橋上駅舎化および西口ロータリー竣工に伴い、2017年4月1日より岩槻駅東口から西口発着へ経路変更、大幅なショートカットとなった。
2021年3月13日付で、土休日の終車のみ運行していたIW12系統（旧）・国立東埼玉病院 → 南上野 → 岩槻駅西口が廃止となった。
2025年3月26日より、新しいIW12系統として、東埼玉病院から延伸し、蓮田松韻高校発着を新設。

### 白岡駅発着路線
- SR01 白岡駅 - 除堀 - 菖蒲仲橋

白岡駅を起点に、白岡市篠津、久喜市除堀、同菖蒲町台を経由、旧国道122号を通り、菖蒲仲橋へ向かう路線である。本数は1時間に1 - 2本と少ないが、旧菖蒲町南部と白岡駅を結ぶ重要な路線である。また蓮田駅、岩槻駅発着系統の入出庫の役割も果たしている。

## 廃止路線

### 一般路線
- 上尾駅発着系統（2008年4月1日付で上尾車庫 - 上尾駅東口間廃止に伴う廃止系統）
  - 上尾車庫 - 上尾駅東口 - 小室志久 - 伊奈役場
  - 上尾車庫 - 上尾駅東口 - 六道 - 羽貫駅 - 伊奈総合高校
  - 上尾車庫 - 上尾駅東口 - 六道 - 羽貫駅
  - 上尾車庫 - 上尾駅東口 - 尾山台団地 - 東大宮駅
  - 上尾車庫 - 上尾駅東口 - 県営砂団地 - 東大宮駅
- 岩槻駅発着系統
  - 岩槻駅 - 観音入口・太田新井 - 国民年金春日部エミナース（2003年4月廃止）
  - 岩槻駅 - 観音入口・岡泉 - 白岡駅（2003年4月廃止）
  - 岩槻駅→岩槻循環（赤坂・城北）→岩槻駅（2009年2月1日 - 2010年11月25日廃止）
  - IW12 岩槻駅西口 ← 南上野 ← 観音入口 ← 国立東埼玉病院（2021年3月13日廃止。土休日の終車のみ運行）
- 久喜駅発着系統
  - 久04 久喜駅西口 ← 久喜上町 ← 新久喜総合病院前 ← 川妻 ← モラージュ菖蒲前 ← 菖蒲仲橋
- 桶川駅発着系統
  - OK02 桶川駅東口 - 細谷 - 菖蒲総合支所前 - 菖蒲仲橋 - 菖蒲車庫（2023年1月31日廃止[5]）
    - 役場対策として平日に途中の久喜市菖蒲総合支所（旧：菖蒲町役場）に立ち寄る便があった。かつては日中1時間に1本あったが、 廃止前の時点で1日1往復となっていた。

  - （急行）桶川駅東口 - モラージュ菖蒲滝のコート南入口（2023年1月31日廃止[5]。前乗り、運賃先払い、現金のみ扱い）
    - 2011年12月19日から、それまで桶川駅からは菖蒲仲橋で久喜駅行きに乗り継ぎが必要だったモラージュ菖蒲への直通急行バスが開通。久喜駅からの急行バスと同様、桶川駅東口 - 下栢間間を往路は乗車のみ、復路は降車のみ扱った。運賃は現金のみの扱いで、片道320円[注 9]の特定運賃であった。

### コミュニティバス
- 上尾市内循環バス「ぐるっとくん」原市平塚循環
  - 2021年4月1日から2025年3月31日まで担当。

## 東武バス菖蒲出張所

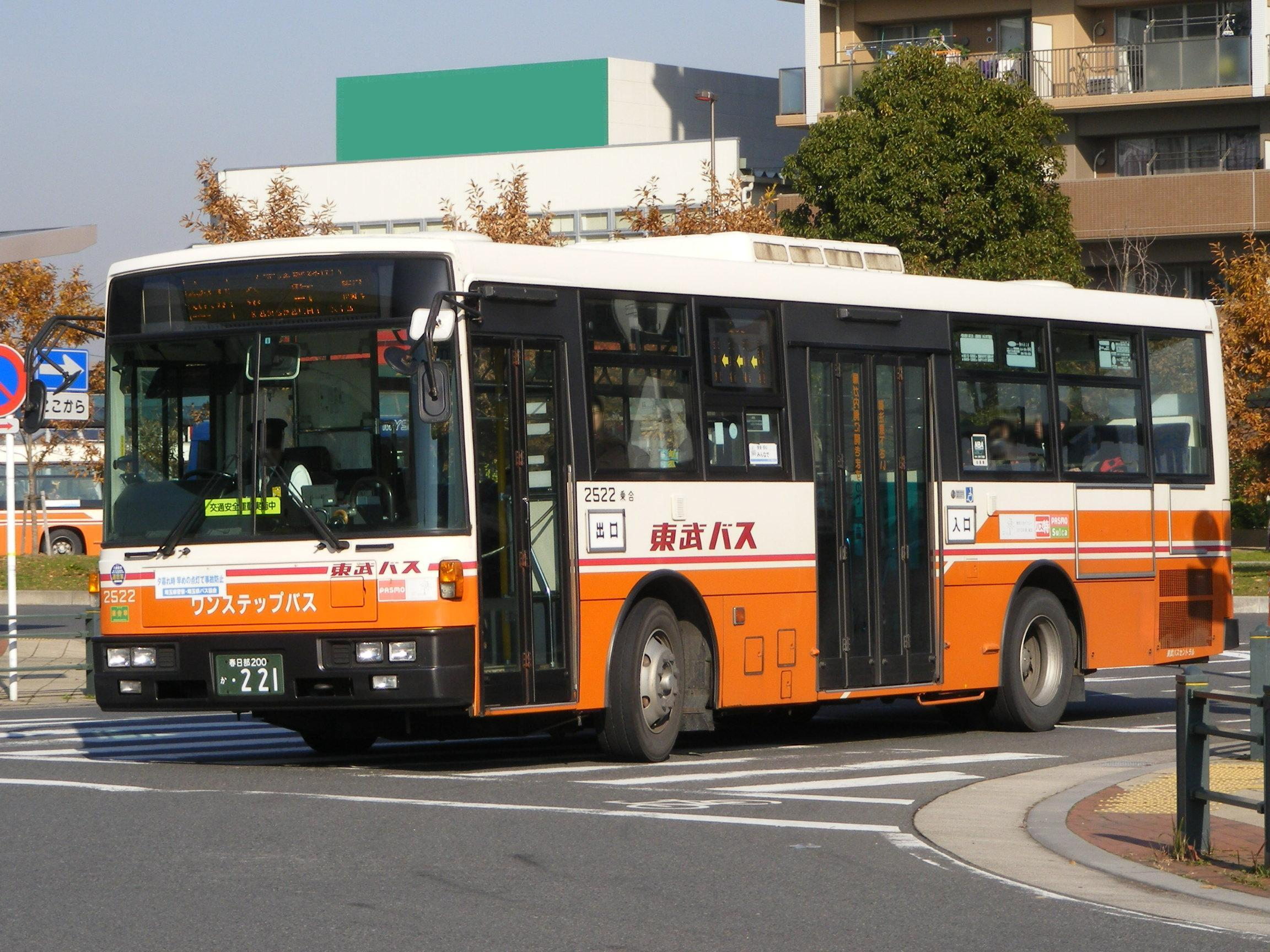
閉所後に東武バスセントラル三郷営業所に転属された車両

東武バス菖蒲出張所は、2002年（平成14年）3月31日をもって閉所された東武バスの営業所である。JR宇都宮線とJR高崎線の間の広大な地域をエリアとしており、東武バスにおける広域エリアを持つ営業所の起こりともなった。また、出張所としては比較的規模が大きく、2000年まで傘下となった加須営業所より規模が大きい出張所であった。2000年に加須営業所の朝日自動車への移管に伴い、上尾営業所管轄へと組織変更され、これによって「熊谷」ナンバーから「大宮」ナンバーに変更された。

### 車両
閉所時には35台程度が在籍。全車いすゞ車の配置で、他営業所からの転属車が多く占められていた。
晩年は上尾営業所傘下となり新車の投入が増えたが、上尾営業所は日野車配置営業所であった一方で、閉所までいすゞ車の投入が続けられ、上尾営業所の管轄でありながら閉所時までいすゞ車配置あった。2000年には、越谷営業所の閉所に伴ってノンステップバス2台が菖蒲出張所に転属し、国立東埼玉病院線で運用された。

### 路線
| 系統番号 | 路線名                                                 | 菖蒲出張所時代の動き                               |
| -------- | ------------------------------------------------------ | -------------------------------------------------- |
| 桶02     | 桶川駅東口 - 細谷 - 菖蒲車庫                           | 2002年4月1日：朝日自動車菖蒲営業所に移管。         |
| 桶02     | 桶川駅東口 - 細谷・菖蒲町役場前 - 菖蒲車庫             | 2002年4月1日：朝日自動車菖蒲営業所に移管。         |
| 桶02     | 桶川駅東口 - 加納公民館 - 菖蒲車庫                     | 2002年4月1日：朝日自動車菖蒲営業所に移管。         |
| 桶02     | 桶川駅東口 - 西窪台 - 加納公民館                       | 2002年4月1日：朝日自動車菖蒲営業所に移管。         |
| 北02     | 北本駅西口→小学校前→団地東→北本駅西口                  | 2002年4月1日：川越観光自動車森林公園営業所に移管。 |
| 北02     | 北本駅西口→小学校前→団地東                             | 2002年4月1日：川越観光自動車森林公園営業所に移管。 |
| 北02     | 北本駅西口→小学校前                                    | 2002年4月1日：川越観光自動車森林公園営業所に移管。 |
| 蓮01     | 蓮田駅東口 - 下大崎 - 菖蒲仲橋                         | 2002年4月1日：朝日自動車菖蒲営業所に移管。         |
| 蓮01     | 蓮田駅東口 - 西新宿 - 下大崎                           | 2002年4月1日：朝日自動車菖蒲営業所に移管。         |
| 蓮02     | 蓮田駅西口 - 柴山・丸谷 - 菖蒲車庫                     | 2002年4月1日：朝日自動車菖蒲営業所に移管。         |
| 蓮02     | 蓮田駅西口 - 八幡神社前 - 丸谷                         | 2002年4月1日：朝日自動車菖蒲営業所に移管。         |
| 蓮02     | 蓮田駅西口 - 上平野 - 八幡神社前                       | 2002年4月1日：朝日自動車菖蒲営業所に移管。         |
| 蓮03     | 蓮田駅東口 - 国立東埼玉病院                            | 2002年4月1日：朝日自動車菖蒲営業所に移管。         |
| 蓮04     | 蓮田駅東口 - 西新宿                                    | 2002年4月1日：朝日自動車菖蒲営業所に移管。         |
| 久01     | 久喜駅西口 - 川妻 - 菖蒲仲橋                           | 2002年4月1日：朝日自動車菖蒲営業所に移管。         |
| 白01     | 白岡駅 - 除堀 - 菖蒲仲橋                               | 2002年4月1日：朝日自動車菖蒲営業所に移管。         |
| 岩02     | 岩槻駅 - 観音入口・太田新井 - 国民年金春日部エミナース | 2002年4月1日：朝日自動車菖蒲営業所に移管。         |
| 岩03     | 岩槻駅 - 観音入口 - 国立東埼玉病院                     | 2002年4月1日：朝日自動車菖蒲営業所に移管。         |
| 岩05     | 岩槻駅 - 観音入口・岡泉 - 白岡駅                       | 2002年4月1日：朝日自動車菖蒲営業所に移管。         |

### 朝日自動車への移管
菖蒲出張所は、2002年4月に朝日自動車へ移管され同社の菖蒲営業所となった。その際にエリアの調整が行われ、菖蒲出張所の路線のうち高崎線の西側の路線（北本団地線）は川越観光バス森林公園営業所に移管された。川越観光バスには既に1998年に富士重工線が移管されているが、この路線のみ高崎線の東側ながら川越観光バスの路線のままとなった。また、上尾営業所の路線のうち上尾駅東口発の路線も全て朝日バスに移管されている。